# Porta del cementiri de Sant Quirze Safaja
La Porta del cementiri de Sant Quirze Safaja és una porta de Sant Quirze Safaja (Moianès) inclosa a l'Inventari del Patrimoni Arquitectònic de Catalunya.

## Descripció
Es tracta d'una porta rectangular, feta de barres de ferro forjat, formant fulles, algunes trencades. Brancals de pedra i al capdamunt tres llindes formen mig hexàgon, coronat per una esfera sobre una pedra.
En aquestes tres llindes hi ha inscripcions.
Al costat de la porta, a la dreta, hi ha una pedra semitallada assenyalant el sepulcre de Màrius Torres.

## Història
Hi ha una inscripció a la pedra de l'esquerra:
PER LOS DIFUNTS D'AQUEST LLOC
A la del mig: 18X90 (amb una calavera al mig).
A la de la dreta hi ha una altra inscripció.